# World Maritime University

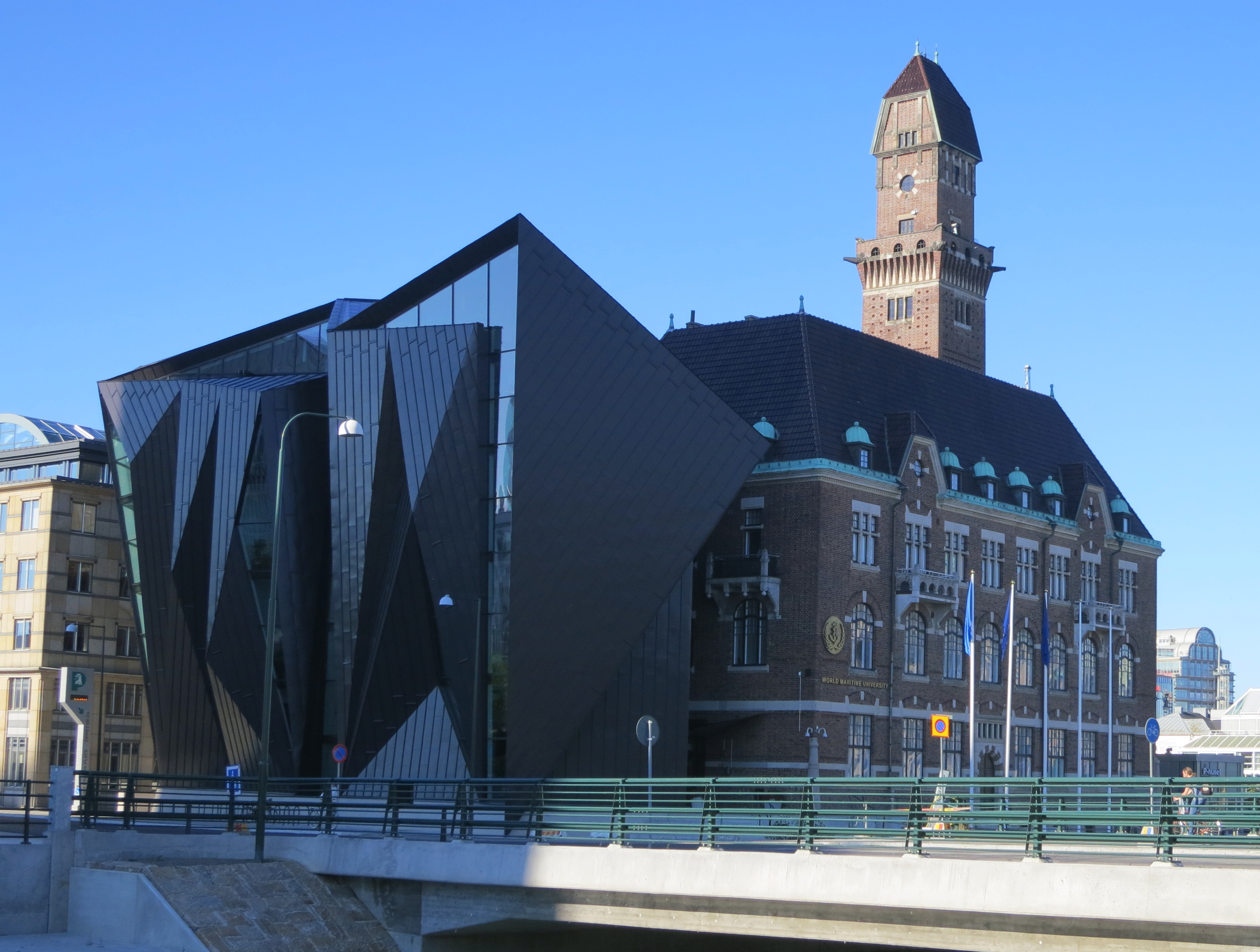
World Maritime Universitys nya byggnad

World Maritime University (WMU) är ett universitet på Universitetsholmen i Malmö, vilket etablerades 1983 som en FN-institution.
World Maritime University är ett fristående universitet för utbildning och forskning inom global sjöfart och till någon del också inom oceanografi, med årligen 250 studenter och doktorander från olika länder, framför allt från utvecklingsländer, och ett hundratal lärare, sjöfartsexperter och forskare från olika delar av världen. Universitetet grundades av International Maritime Organization (IMO) för att –  jämte IMO International Maritime Law Institute i Msida, Malta, och International Maritime Safety, Security and Environment Academy i Genua, Italien – fungera som ett världscentrum för utbildning och forskning inom sjöfart och hamnadministration med fokus på säkerhet, teknisk/praktisk fackkunskap och miljöansvar. Universitetet arrangerar även internationella konferenser inom området.

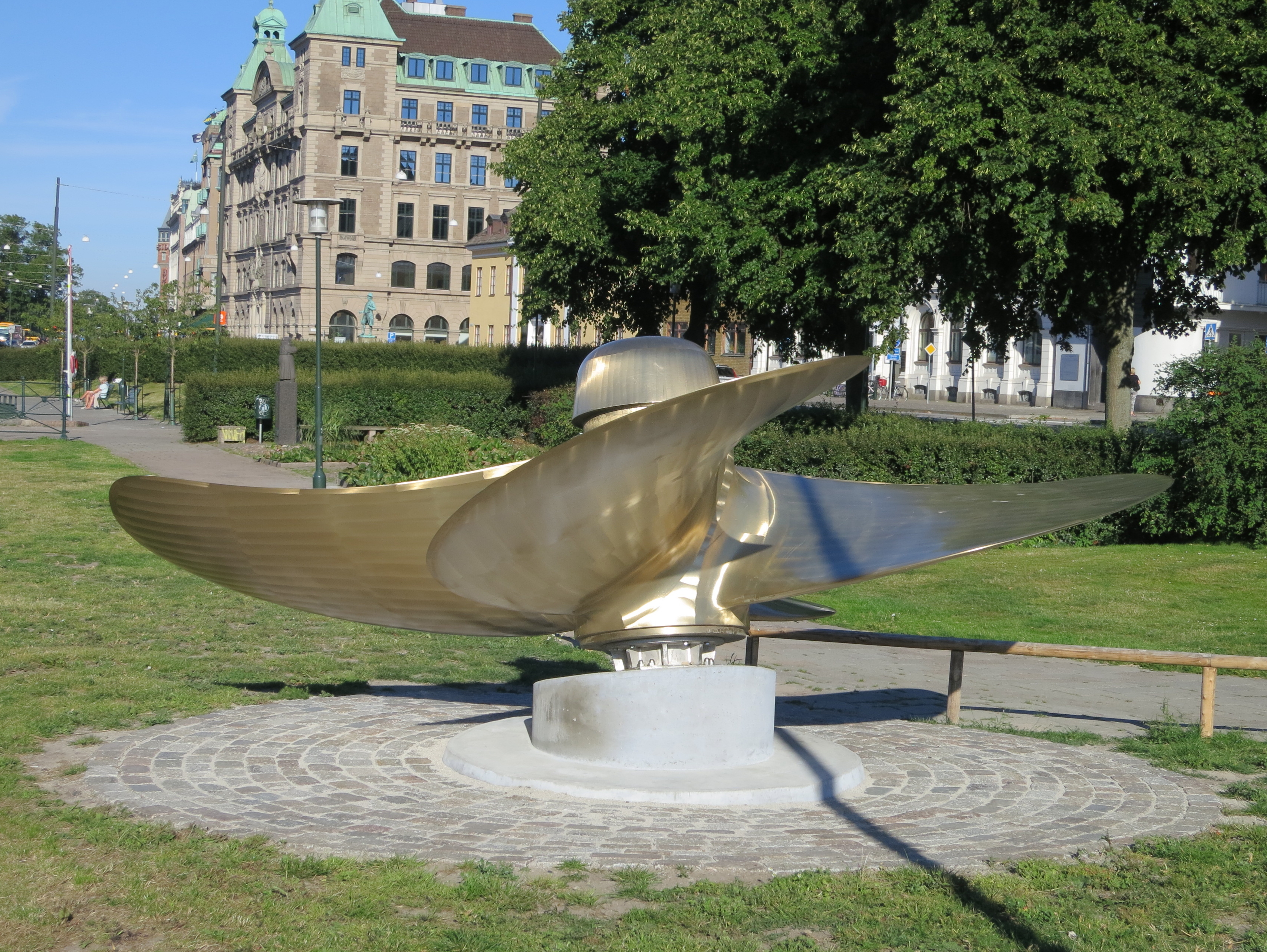
Fartygspropeller vid den nya byggnaden

Verksamheten finansieras till stor del av svenska staten och Malmö stad, och i övrigt av andra stater, stödfonder och den internationella sjöfartsnäringen.  Verksamheten inleddes 4 juli 1983 i en särskild byggnad på Citadellsvägen vid Ribersborg, granne med Teknikens och sjöfartens hus och Universitetsholmens gymnasium.
Våren 2015 flyttade universitetet till Tornhuset vid Bagers plats, vilket byggts om och tillbyggts efter ritningar av Kim Utzon och Tyrone James Cobcroft. Lokalytan utgör totalt 6 000 kvadratmeter. Den nya byggnaden invigdes 19 maj 2015. Bland dess närmaste grannar återfinns nybyggda Malmö Live, Svenska Kyrkans Sjömansgården, Malmö universitet och Malmö Börshus.

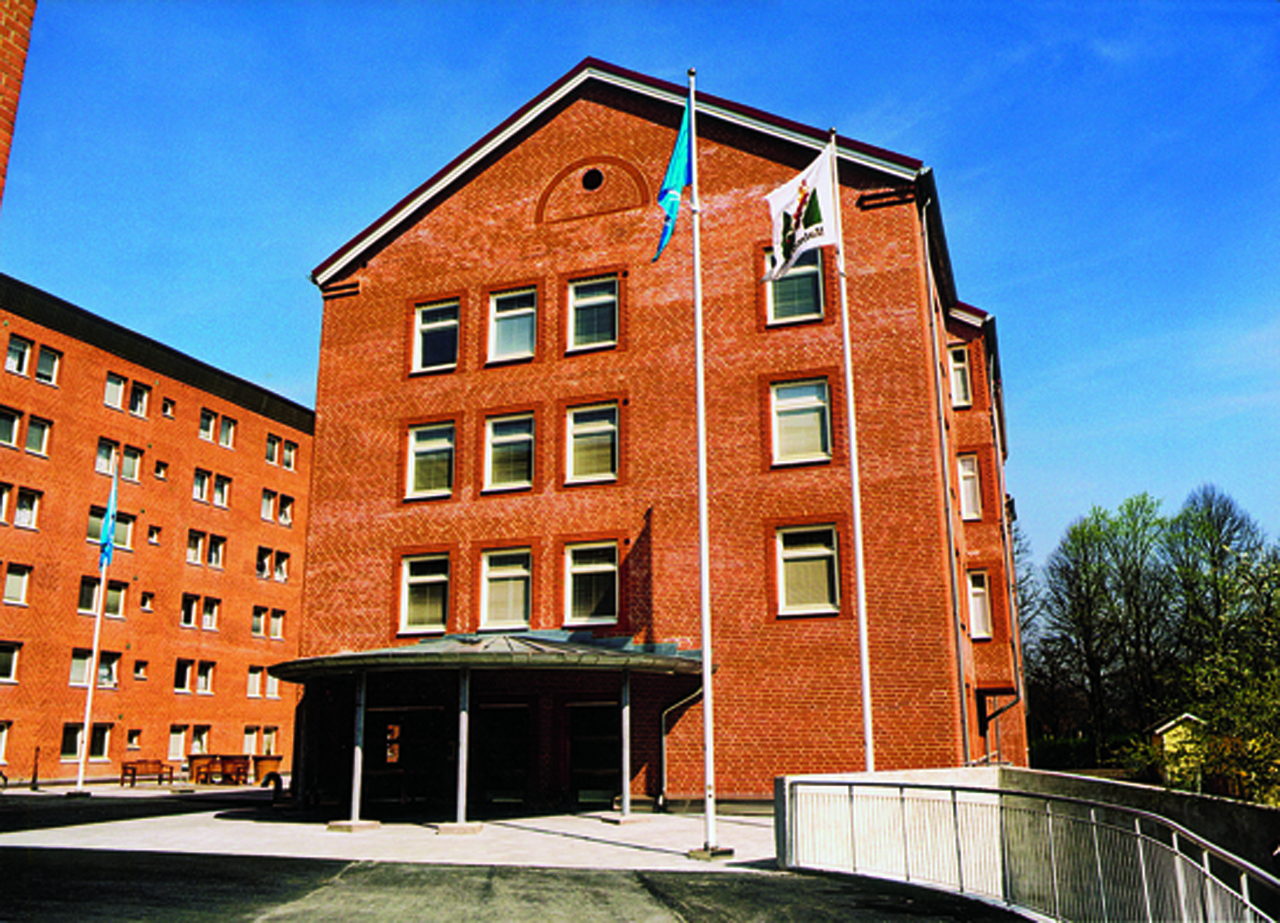
World Maritime Universitys gästbostadsbyggnad